# Monumento a Benito Juárez (Ciudad Juárez)
Il Monumento a Benito Juárez è un monumento commemorativo dedicato al 26° presidente del Messico, ubicato a Ciudad Juárez, nella piazza che porta lo stesso nome, è considerato il monumento più importante nello stato di Chihuahua e di tutto il nord del Messico.

## Storia
L'idea di realizzare un monumento in memoria di Benito Juárez nella città che porta il suo nome, venne proposta da un gruppo di cittadini di spicco della città. Nel 1895, il milionario Inocente Ochoa, un uomo d'affari di Ciudad Juárez, liberale dichiarato e amico personale di Benito Juárez, donò il terreno dove sarebbe stato costruito il monumento, guidando un consiglio speciale per la sua costruzione. La proposta di realizzare un monumento a Benito Juárez sul confine fu ripresa nel 1906 dal governatore di Chihuahua, Enrique Creel e il 16 ottobre 1909. Per progettare il Monumento a Benito Juárez è stato lanciato un bando a cui hanno partecipato concorrenti provenienti dall'Europa e dall'America; i vincitori furono gli ingegneri italiani Augusto Volpi e Francisco Rigalt. La costruzione fu affidata all'ingegnere, architetto e ambasciatore della Colombia in Messico, Julio Corredor Latorre e come capomastro fu assunto Abel Guaderrama di Chihuahua. Per la costruzione venne utilizzato il marmo portato da Carrara, Italia e anche dallo stato di Morelos, mentre la statua e i rilievi sono stati modellati dall'artista messicano Enrique Guerra e fusi a Firenze, Italia, la statua è alta 2,5 metri. La prima pietra dell'opera fu posta dall'allora presidente del Messico, il generale José de la Cruz Porfirio Díaz Mori. In quei giorni infatti Díaz si trovava a Ciudad Juárez per incontrare il presidente degli Stati Uniti, il colonnello William Howard Taft, visita di cui approfittò per far iniziare i lavori di costruzione del monumento, presente era anche il governatore Enrique Creel, che fu anche l'interprete tra i due presidenti. L'anno successivo, il 16 settembre 1910, fu inaugurato il Monumento a Benito Juárez nell'ambito delle celebrazioni del primo Centenario dell'Indipendenza del Messico, decretato da Díaz. L'inaugurazione fu presieduta da José María Sánchez, membro dell'élite imprenditoriale e politica del Messico settentrionale in qualità di governatore dello stato di Chihuahua, ad interim di Creel, che nel frattempo era stato nominato capo del Ministero degli Affari Esteri. L'intera opera ebbe un costo approssimativo di 150 mila pesos messicani dell'epoca, e per coprirlo venne richiesta la cooperazione di diversi stati del Messico e di altri paesi dell'America Latina. La piazza sottostante è stata restaurata nel 2018.

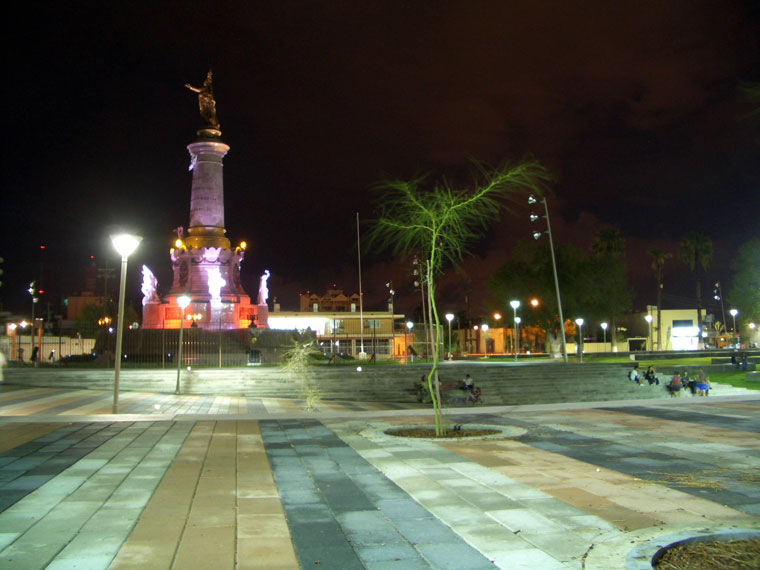
Monumento a Benito Juarez immagine notturna

## Descrizione
Il monumento più grande e rappresentativo della città è il gruppo scultoreo del Monumento a Juárez, nell'omonimo parco. Si trova al centro del quadrilatero che formano Avenida Vicente Guerrero, a nord; Calle 20 de Noviembre, a sud; Calle Constitución, ad est; e Ramón Corona, a ovest. Il piedistallo è circondato da quattro statue di marmo bianco; ai piedi della colonna, vi è l'aquila azteca, in bronzo, che cattura il serpente, simbolo del Messico, presente al centro della bandiera nazionale.

## Eventi
Nella piazza sottostante la domenica viene effettuato un mercatino delle pulci, vi si trova anche artigianato, antiquariato, e prodotti tipici come il caffè di Veracruz, il tè combucha è molto ricco e frequentato dalla gente del posto. Nei giorni festivi vi sono gruppi che suonano musica dal vivo. Ospita spesso manifestazioni politiche e di altro genere. Nella piazza all'angolo tra Avenida Vicente Guerrero e Calle Constitución, vi è un chiosco che funziona come libreria.

## Curiosità
Nel 1980, il cantante Juan Gabriel, "El Divo de Juárez", girò alcune scene del video musicale "La frontera", inserita nell'album "Recuerdos", dove si vede lo stesso cantante fare da lustrascarpe di fronte al monumento, che viene inquadrato più volte nel video, si nota anche che all'epoca il monumento non era recintato come oggi, per proteggerlo da atti di vandalismo.

## Altre risorse
- Ciudad Juárez pagina della città
- Stato di Chihuahua pagina dello stato di Chihuahua
- Monumento a Germán Valdés pagina dedicata al monumento